# Terzo d'Aquileia
Terzo d'Aquileia là một đô thị ở tỉnh Udine trong vùng Friuli-Venezia Giulia thuộc Ý, có cự ly khoảng 40 km về phía tây bắc của Trieste và khoảng 30 km về phía nam của Udine. Tại thời điểm ngày 31 tháng 12 năm 2004, đô thị này có dân số 2.781 người và diện tích là 28,2 km².
Đô thị Terzo d'Aquileia có các frazione (đơn vị cấp dưới) San Martino.
Terzo d'Aquileia giáp các đô thị: Aquileia, Cervignano del Friuli, Grado, Torviscosa, Villa Vicentina.